# Diplocephaloides uncatus
Diplocephaloides uncatus is een spinnensoort in de taxonomische indeling van de hangmatspinnen (Linyphiidae).
Het dier behoort tot het geslacht Diplocephaloides. De wetenschappelijke naam van de soort werd voor het eerst geldig gepubliceerd in 2010 door Song en Li.